# Lijar (ort i Spanien)
Lijar är en ort i Spanien.   Den ligger i provinsen Provincia de Almería och regionen Andalusien, i den sydöstra delen av landet, 400 km söder om huvudstaden Madrid. Lijar ligger 591 meter över havet och antalet invånare är 496.
Terrängen runt Lijar är kuperad. Runt Lijar är det glesbefolkat, med 10 invånare per kvadratkilometer. Närmaste större samhälle är Albox, 12,1 km nordost om Lijar. Omgivningarna runt Lijar är i huvudsak ett öppet busklandskap.